# Christopher Hitchens
Christopher Eric Hitchens (Portsmouth, Anglia, 1949. április 13. – Houston, Texas, USA, 2011. december 15.) brit-amerikai író, hitvitázó (polemicist), vitázó és újságíró volt. A cikkei megtalálhatók voltak a New Statesman, a Nation, az Atlantic, a London Review of Books, a Times Literary Supplement és a Vanity Fair oldalain. Több mint harminc könyvnek volt a szerzője, társszerzője, szerkesztője és társszerkesztője, köztük számos esszékötetnek is.

## Életpályája
Szülei – Eric Ernest és Yvonne Jean (Hickman) Hitchens – Skóciában találkoztak a második világháború idején, ahol mindketten a Brit Királyi Haditengerészetben szolgáltak. Az édesanyja a WRNS – Nők Királyi Haditengerészete – tagja volt, az apja pedig tisztként szolgált az HMS Jamaica cirkáló fedélzeten. Az HMS Jamaica közreműködött a német Scharnhorst csatahajó elsüllyesztésében, az északi-foki csatában. Apja haditengerészeti karrierjének köszönhetően a család számos alkalommal bázisról bázisra költözött Nagy-Britannia és annak befolyási övezetében. Köztük Máltán is, Sliemában, ahol 1951-ben öccse, Peter született.
Hitchens főként a politika, irodalom és a vallás (ateizmus) területén volt aktív. Számos talk-show és előadás mutatja Hitchens konfrontatív vitastílusát, ami dicsért és ellentmondásos személyiséggé tette őt. Számos kérdésben lévő ellentmondásos véleményt hangoztató álláspontja rendkívül ismertté tette őt. Szigorúan kritizálta például Teréz anyát, Bill Clintont, Henry Kissingert, Diana hercegnőt, és a XVI. Benedek pápát.
Hosszú ideig Hitchens szocialistaként lépett fel, viszont a nyugati politikai baloldal reakciója a Rushdie-ügyben (ő „Langyos Reakciónak” nevezte), a baloldal Bill Clinton támogatása és a politikai baloldal „háborúellenes” álláspontja a bosznia-hercegovinai krízis alatt Hitchens folyamatosan távolodott a politikai baloldaltól. A szeptemberi 11-ei támadások után Hitchens álláspontja az intervenciós külpolitika iránt megerősödött. Az iszlámot a fasiszta gondolkodásmóddal hasonlította össze. Számos cikkben támogatta az iraki háborút, ami miatt néhányan neokonzervatívnak nevezték, viszont Hitchens semmilyen szempontból nem tartotta magát konzervatívnak. Barátja, Ian McEwan antitotalitárius baloldalinak tartotta. Egy 2010-es interjúban Hitchens kijelentette, hogy még mindig marxista.
Hitchens neves valláskritikus és antiteista (istent ellenző) volt. Úgy vélte, hogy egy személy „lehet ateista, és ugyanakkor kívánhatja, hogy az istenben lévő hit igaz legyen”, de „az antiteista kifejezés, amelyet próbálok forgalomba hozni, olyan valakit jelent, aki megkönnyebbült, hogy az ilyen állításra nincs bizonyíték”. Hitchens véleménye szerint az istenben vagy más felsőbbrendű lényben lévő hit egy totalitárius meggyőződés, amely elpusztítja az egyéni szabadságot. Ahogy gyakran fogalmazott: egy mindent látó Isten léte egy mennyei Észak-Koreával („celestial North Korea”) érne fel. Szerinte az etika tanításában és az emberi civilizáció értelmezésében a szabad véleménynyilvánítást és a tudományos felfedezésesre kellene lecserélni. Hitchens vallásellenes könyve – God is not Great: How Religion Poisons Everything – több mint 500 000 példányban kelt el.
Hitchens nyelőcsőrákkal összefüggő komplikációkban hunyt el 2011. december 15-én. Halála előtt nyilatkozta, hogy az egész életén át tartó dohányzás volt a legvalószínűbb oka a betegségének.

## Fordítás
- Ez a szócikk részben vagy egészben a Christopher Hitchens című angol Wikipédia-szócikk fordításán alapul.  Az eredeti cikk szerkesztőit annak laptörténete sorolja fel. Ez a jelzés csupán a megfogalmazás eredetét és a szerzői jogokat jelzi, nem szolgál a cikkben szereplő információk forrásmegjelöléseként.